# Cuatro estaciones en La Habana
Cuatro estaciones en La Habana ou Quatre Saisons à La Havane au Québec, est une mini-série hispano-cubaine en quatre épisodes d'environ 90 minutes, d'après les romans policiers de Leonardo Padura, et mise en ligne le 9 décembre 2016 sur le service Netflix, incluant les pays francophones.

## Histoire
À La Havane, le lieutenant de police Mario Conde rencontre une femme dont il tombe amoureux. Il doit enquêter sur le meurtre d'une jeune femme, enseignante dans un lycée. Au premier abord, la police pense que le meurtre a suivi un viol, mais si les coups et la strangulation sont responsables de la mort, les relations sexuelles semblent avoir été consenties. Son corps contenait aussi de la drogue. Conde explore alors les pistes de la vie personnelle de la victime, et du trafic de drogue dans le lycée où elle travaillait.
Le chef de Conde lui demande d'enquêter sur la disparition d'un riche homme d'affaires cubain : a-t-il tenté de s'échapper de l'île ou a-t-il été assassiné ? La femme du disparu, Tamara, n'est autre qu'une ancienne relation de Conde.
Conde enquête ensuite sur le meurtre du fils gay d'un diplomate.
Un ancien fonctionnaire prestigieux est assassiné, alors qu'un ouragan s'approche de l'île. Conde s'interroge sur la provenance d'objets d'art chez la victime.

## Distribution
- Jorge Perugorría : Mario Conde
- Carlos Enrique Almirante (VF : Jean-Rémi Tichit) : Palacios
- Luis Alberto García (es) : Carlos El Flaco
- Mario Guerra : Candito El Rojo
- Enrique Molina (VF : Gilbert Lévy) : Antonio Rangel
- Jorge Martínez : Andrés
- Alexis Díaz : Conejo
- Vladimir Cruz (VF : Bruno Forget) : Fabricio
- Néstor Jiménez (VF : Jean-François Aupied) : Forense
- Ernesto del Cañal (VF : Cédric Lemaire) : Crespo
- Saul Rojas : Greco
- Yudith Castillo (VF : Anne-Sophie Charron) : Vilma
- Laura Ramos (VF : Marie Bouvier) : Tamara
- Aurora Basnuevo (VF : Nikie Lescot) : Josefina
- Hector Pérez (VF : Jean-Pierre Leroux) : Miki Cara de Jeba
- Yessica Borroto (VF : Cécile Gatto) : Cuqui

## Épisodes
1. Les Vents de carême (Vientos de la Habana)
2. Passé parfait (Pasado perfecto)
3. Masques (Máscaras)
4. Paysage d'automne (Paisaje de otoño)